# Alexandre Bonaterra i Matas
Alexandre Bonaterra i Matas   (Figueres, 9 d'octubre de 1916 - Figueres, 31 de desembre de 2006) va ser un arquitecte i pintor figuerenc.

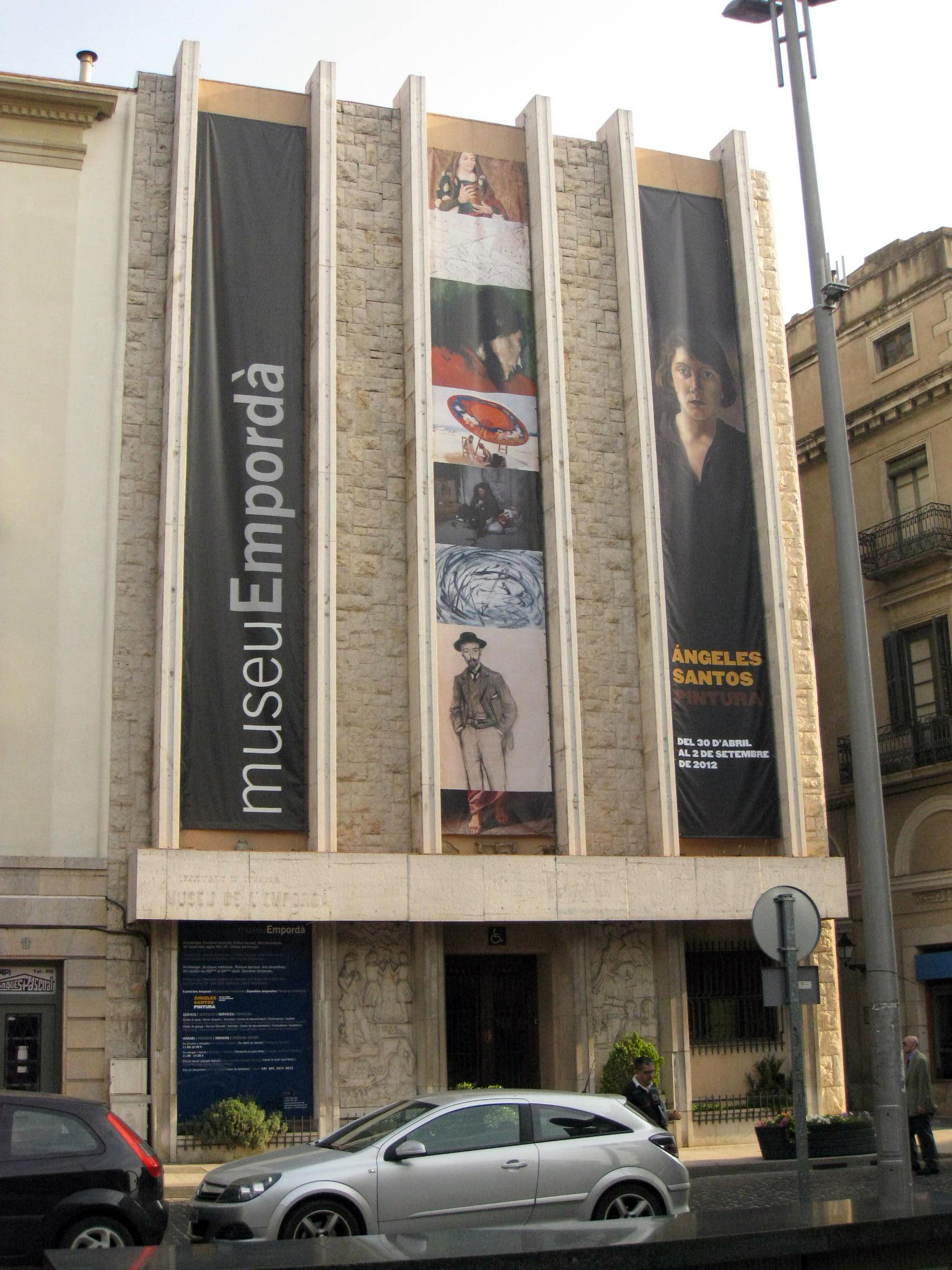
Museu de l'Empordà

Va obtenir el títol d'arquitecte el 1945 a l'escola de Barcelona i més tard el doctorat. El 1949 va obtenir el títol de tècnic urbanista a Madrid.
Va ser arquitecte municipal de Figueres de 1945 a 1972. Entre les seves obres hi ha la reforma del Teatre Municipal (actual Teatre-Museu Dalí), un camp d'esports a la carretera del Far, el Motel Empordà, l'hotel Almadrava Park de Roses, el Museu de l'Empordà, el convent de les clarisses de Fortià, el planejament urbanístic d'algunes poblacions i la urbanització Santa Margarida de Roses.
Va aprendre a pintar amb el seu pare, el pintor Josep Bonaterra i Gras, i es dedicà a l'aquarel·la. Arribà a participar en algunes exposicions individuals i col·lectives.